# Пајонир (Флорида)
Пајонир (енгл. Pioneer) насељено је место без административног статуса у америчкој савезној држави Флорида.

## Демографија
По попису из 2010. године број становника је 697.
| Група             | 2000.    | 2010.       |
| Белци             | 0 (0,0%) | 442 (63,4%) |
| Афроамериканци    | 0 (0,0%) | 8 (1,1%)    |
| Азијати           | 0 (0,0%) | 4 (0,6%)    |
| Хиспаноамериканци | 0 (0,0%) | 234 (33,6%) |
| Укупно            | 0        | 697         |